# Kacper Woryna
Kacper Woryna (ur. 31 sierpnia 1996 w Rybniku) – polski żużlowiec. 

## Życiorys

### Życie prywatne
Wnuk Antoniego Woryny – również żużlowca.

### Kariera sportowa
Licencje żużlową uzyskał w 2012 roku. W 2013 roku zadebiutował w polskich rozgrywkach ligowych, w barwach klubu ROW Rybnik. W 2018 zawodnik Poole Pirates.
22 maja 2016 roku, podczas 2. biegu meczu żużlowej Ekstraligi rozgrywanego w Rybniku między ROW-em Rybnik a Unią Tarnów, uczestniczył w zderzeniu z Krystianem Rempałą, w wyniku którego zawodnik drużyny gości zmarł 28 maja 2016 roku w szpitalu w Jastrzębiu-Zdroju.
15 lipca 2017 roku zdobył na domowym torze w Rybniku brązowy medal Młodzieżowych Indywidualnych Mistrzostw Polski.
14 sierpnia 2017 roku wywalczył srebrny medal w Indywidualnych Międzynarodowych Mistrzostwach Ekstraligi.

## Starty w Grand Prix (Indywidualnych Mistrzostwach Świata na Żużlu)

### Punkty w poszczególnych zawodachGrand Prix
| Sezon 2016             |                      |                    |                      |                                 |                                |                                 |                      |                       |                   |                          |         |         |         |         |         |         |         |         |         |         |         |        |        |        |        |        |        |        |        |        |        |        |
| GP Słowenii – Krško    | GP Polski – Warszawa | GP Danii – Horsens | GP Czech – Praga     | GP Wielkiej Brytanii – Cardiff  | GP Szwecji – Målilla           | GP Polski – Gorzów Wielkopolski | GP Niemiec – Teterow | GP Sztokholmu – Solna | GP Polski – Toruń | GP Australii – Melbourne | miejsce | miejsce | miejsce | miejsce | miejsce | miejsce | miejsce | miejsce | miejsce | miejsce | miejsce | punkty | punkty | punkty | punkty | punkty | punkty | punkty | punkty | punkty | punkty | punkty |
| –                      | –                    | –                  | –                    | –                               | –                              | –                               | –                    | –                     | 1                 | –                        | 30      | 30      | 30      | 30      | 30      | 30      | 30      | 30      | 30      | 30      | 30      | 1      | 1      | 1      | 1      | 1      | 1      | 1      | 1      | 1      | 1      | 1      |
| Sezon 2022             |                      |                    |                      |                                 |                                |                                 |                      |                       |                   |                          |         |         |         |         |         |         |         |         |         |         |         |        |        |        |        |        |        |        |        |        |        |        |
| GP Chorwacji – Goričan | GP Polski – Warszawa | GP Czech – Praga   | GP Niemiec – Teterow | GP Polski – Gorzów Wielkopolski | GP Wielkiej Brytanii – Cardiff | GP Polski – Wrocław             | GP Danii – Vojens    | GP Szwecji – Målilla  | GP Polski – Toruń | miejsce                  | miejsce | miejsce | miejsce | miejsce | miejsce | miejsce | miejsce | miejsce | miejsce | miejsce | punkty  | punkty | punkty | punkty | punkty | punkty | punkty | punkty | punkty | punkty | punkty |        |
| –                      | –                    | –                  | –                    | –                               | –                              | –                               | –                    | –                     | 8                 | 19                       | 19      | 19      | 19      | 19      | 19      | 19      | 19      | 19      | 19      | 19      | 8       | 8      | 8      | 8      | 8      | 8      | 8      | 8      | 8      | 8      | 8      |        |

| Statystyki        | Statystyki |
| ----------------- | ---------- |
| Starty            | 2          |
| Zwycięstwa        | 0          |
| Miejsca na podium | 0          |
| Finalista         | 0          |
| Punkty            | 9          |

## Wyniki sportowe
- 2011 – IV miejsce Gold Trophy 80 cm³
- 2011 – Indywidualny Mistrz Polski 80 cm³
- 2011 – Drużynowy Mistrz Polski 80 cm³
- 2011 – Mistrz Polski Par 80 cm³
- 2014 – srebrny medal Indywidualnych Mistrzostw Europy Juniorów (Rybnik)
- 2014 – III miejsce w turnieju o „Brązowy Kask” (Lublin)
- 2014 – X miejsce w finale Młodzieżowych Indywidualnych Mistrzostw Polski (Gorzów Wielkopolski)
- 2015 – I miejsce w turnieju o „Srebrny Kask”
- 2015 – II miejsce w turnieju o „Brązowy Kask”
- 2015 – VI miejsce w finale Młodzieżowych Indywidualnych Mistrzostw Polski
- 2016 – III miejsce w Indywidualnych Mistrzostwach Ligi Juniorów
- 2016 – II miejsce w Młodzieżowych Mistrzostwach Polski Par Klubowych
- 2017 – III miejsce w Młodzieżowych Indywidualnych Mistrzostwach Polski
- 2017 – II miejsce w Indywidualnych Międzynarodowych Mistrzostwach Ekstraligi
- 2024 - II miejsce w turnieju o ,,Złoty Kask"